# Holger Meins
Holger Klaus Meins (n. 26 octombrie 1941, Hamburg; d. 9 noiembrie 1974, Wittlich) a fost un terorist vest-german; membru al organizației Rote Armee Fraktion.
În 1970 s-a alăturat grupării teroriste RAF.
Arestat la 1 iunie 1972 împreună cu Andreas Baader și Jan-Carl Raspe la Frankfurt am Main, fiind suspectat de a fi participat la unele atentate împotriva instalațiilor militare americane din RFG.
A murit ca urmare a unei greve a foamei în închisoare.